# Vantačići
Vantačići (italsky Porto Fontana) je vesnice a přímořské letovisko v Chorvatsku v Přímořsko-gorskokotarské župě. Je jednou z mnoha vesnic, tvořících dohromady sídlo Dubašnica. Nachází se na ostrově Krku, asi 43 km od Rijeky. V roce 2011 zde žilo celkem 214 obyvatel.
Sousedními letovisky jsou Porat a Zidarići.